# Corcy
Corcy es una comuna francesa, situada en el departamento de Aisne, de la región de Alta Francia.

## Demografía
| 206 | 183 | 204 | 187 | 254 | 306 | 309 | 313 |
| Para los censos de 1962 a 1999 la población legal corresponde a la población sin duplicidades (Fuente: INSEE [Consultar]) |     |     |     |     |     |     |     |